# Evangélikus templom (Sopron)
A soproni evangélikus templom a Belvárosban, a Templom utca közepén, a Kolostor utca és a Bünker János Rajnárd köz torkolata közelében áll. A harmadik legnagyobb magyarországi evangélikus templom, a dunántúli evangélikusság egyik nagy központja.

## Története
Az első soproni evangélikus fatemplom 1676-ban épült, ez azonban a nagy soproni tűzvész áldozatául esett. 1677–1722-ig állt a második fatemplom. A gyülekezet harmadik temploma már kőtemplom volt, 1722-1782-ig állt. Mind a három templom a mai helyén állott.
1781-ben II. József császár türelmi rendeletének értelmében 1782-től 1783 végéig császári jóváhagyással megtörtént a negyedik, mai templom építése. Igaz, a templomépület nem lehetett az utcafronton – eredetileg előtte állt a paplak, hátsó fala pedig a régi városfallal érintkezett. Szintén kritérium volt, hogy protestáns templomnak nem lehetett tornya – a mai gyönyörű, tompa kupolás torony mintegy száz évvel később, 1862–1863-ban épült.
182 erős égerfacölöp kellett az alapozáshoz. A hatalmas kőoszlopok anyaga a szentmargitbányai (ma Burgenland, Ausztria) kőfejtőből való. A padok, az ajtók és az ablakok már készen voltak 1783 végére. A második fatemplom berendezése – a szép oltár, a szószék, a drága terítők, az értékes úrvacsorai kelyhek, a keresztelőkút, az aranyozott bronzcsillárok és az orgona – mind átkerültek a mai templomba.
1784. január 1-jén történt meg a templomszentelés Torkos József lelkész szolgálatával Zsolt 26,8 alapján: „Uram, szeretem a Te házadban való lakozást, és a Te dicsőséged hajlékának helyét”.

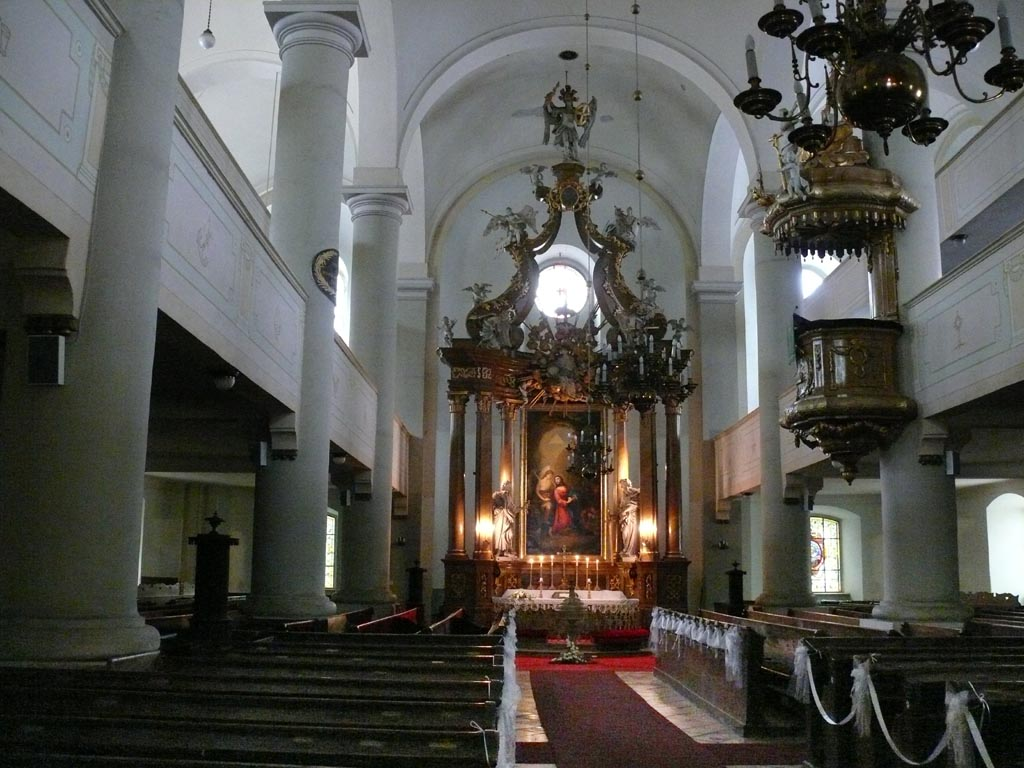
A templombelső

A templom azóta keveset változott. 1854-ben sekrestyével bővült. 1883-ban a fazsindelyt cseréppel váltották fel. Külső és belső formája a korszak protestáns templomépítészetének jellegzetes vonásait viseli: csarnok-templom, amelyet 8 hatalmas toszkán oszlop 3 hajóra bont; a középső hajó szélesebb, 7,5 méter, ez a középső tér magasabb a mellékhajóknál. Az oldalsó hajók fölé két szintben karzatot építettek. 
A teremszerű megoldás a késő barokk protestáns templomok sajátossága. A téglalap alaprajzú épület hossza 36 méter, szélessége 24 méter. A templomban 2500 ülőhely található. A Magyarországi Evangélikus Egyház harmadik legnagyobb temploma Békéscsaba és Nyíregyháza után.

## Harangok
A toronyban 4 harang lakik.
Hősök harang
Tömege: 3441 kg
Hangja: A0
Öntötték: Seltenhofer Frigyes és fiai (1926)
Béke harang
Tömege: 1751 kg
Hangja: C1
Öntötték: Seltenhofer Frigyes és fiai (1926)
Hűség harang
Tömege: 1153 kg
Hangja: E1
Öntötték: Seltenhofer Frigyes és fiai (1863)
Miatyánk harang
Tömege: 487 kg -
Hangja: Gisz1/Asz1
Öntötte: Szlezák László (1948)

## Harangozási rend
Minden nap reggel 6, déli 12, és este 18 órakor a Miatyánk harang szólal meg. Vasárnap 8 órakor a Hűség harangja kondul meg az istentisztelet kezdetekor. 8.45-kor a Hősök nagyharang szól, hogy negyed óra múlva kezdődik az istentisztelet, majd 9.00-kor a Hűség+Béke harang szól az istentisztelet kezdetét jelezve. 10.00-kor pedig a Miatyánk+Hűség+Béke harang szólal meg az istentiszteletre.